# Ectopia cordis
L'ectopia cordis è una rara malformazione congenita caratterizzata da un'anomala posizione del cuore. Nella forma più comune, il cuore sporge dal torace attraverso una apertura dello sterno.
In un'altra forma, il cuore è soggetto destroposizione e a destrocardia: quest'ultima malformazione può essere associata a sindrome di Kartagener e situs inversus. Assai meno spesso il cuore può essere situato nella cavità addominale o sul collo.

## Epidemiologia
Si presenta in 7,9 neonati per milione.

## Eziologia
L'esatta causa non è stata identificata, ma questa condizione è riscontrata frequentemente nella sindrome di Turner e nella Trisomia 18; tuttavia finora non vi è alcuna prova che si tratti di una malattia geneticamente trasmissibile.

## Classificazione
A seconda della posizione del cuore dalla nascita si possono identificare quattro diverse categorie:
- Cervicale
- Toracica
- Toraco-addominale
- Addominale

## Malformazioni associate
Spesso sono presenti anche altri difetti di nascita come la labiopalatoschisi e malformazioni cifotiche della colonna vertebrale. Altri organi possono inoltre venirsi a situare al di fuori dei limiti naturali del corpo.
Il cuore ectopico generalmente non è protetto dalla pelle o sterno e altri difetti cardiaci possono essere associati a questa condizione, tra cui:
- Tetralogia di Fallot
- Atresia polmonare
- Difetto del setto interventricolare

## La prognosi
Questa condizione è di solito fatale nei primi giorni di vita. In alcuni casi il trattamento chirurgico è possibile: alcuni casi di ectopia cordis possono essere trattati chirurgicamente tramite un lungo e complesso intervento.